# روبرت ميلر (لاعب كرة قدم)
روبرت ميلر (بالإنجليزية: Shaun Miller )‏ (و. 1987  م) هو لاعب كرة قدم، من المملكة المتحدة، يلعب كمهاجم.

## روابط خارجية
- روبرت ميلر على موقع قاعدة بيانات كرة القدم.إي يو (الإنجليزية)
- روبرت ميلر على موقع Soccerbase.com (لاعب) (الإنجليزية)
- روبرت ميلر على موقع Soccerway.com (الإنجليزية)
- روبرت ميلر على موقع عالم كرة القدم.نت (الإنجليزية)